# KkStB 164 sorozat
A kkStB 164.01 egy szertartályos gőzmozdony volt a Császári és Királyi Osztrák Államvasutaknál (k. k. Staatsbahnen, kkStB), amely mozdony eredetileg a Bukovinai HÉV (Bukowinaer Lokalbahnen) tulajdona volt és KONRAD HOHENLOHE volt a neve.
A háromcsatlós szertartályos mozdonyt 1906-ban építette a Krauss Linzben. A mozdony belsőkeretes, külső vezérlésű, túlhevítős, ikergépes volt.
A kkStB-nél a 164.01 pályaszámot kapta.
Az első világháború után a mozdony a Román Államvasutak (CFR) tulajdonába került, további sorsa ismeretlen.

## Fordítás
- Ez a szócikk részben vagy egészben  a   kkStB 164 című német Wikipédia-szócikk fordításán alapul.  Az eredeti cikk szerkesztőit annak laptörténete sorolja fel. Ez a jelzés csupán a megfogalmazás eredetét és a szerzői jogokat jelzi, nem szolgál a cikkben szereplő információk forrásmegjelöléseként.